# Endostatin
Als Endostatin wird ein Spaltprodukt (Molekülmasse 20 kDa) von Kollagen XVIII bezeichnet, das 1997 erstmals von O’Reilly et al. als Produkt von Hämangioendotheliom-Zellen isoliert wurde. Mutationen im für Endostatin codierenden Teil des COL18A1-Gens sind mit erhöhtem Risiko für Prostatakrebs assoziiert.

## Wirkung
Endostatin ist ein direkter endogener Angiogenese-Inhibitor, der in vitro die Proliferation und Migration von Endothelien und in vivo das Wachstum von Lewis-Lung-Xenograft-Tumoren in Mäusen stoppen konnte. 

In das Protein werden große therapeutische Hoffnungen gesetzt. Die genauen Wirkmechanismen (zum Beispiel die entsprechenden Rezeptoren) werden zurzeit intensiv erforscht.
In klinischen Phase-I-Studien konnten weder unerwünschte Wirkungen beobachtet werden, noch kam es zu einer Resistenz-Bildung. Allerdings blieb auch der Behandlungserfolg unter den Erwartungen. Widersprüchliche Ergebnisse boten auch verschiedene neue Ansätze der experimentellen Therapie, wie z. B. Gentherapie.

## Perspektiven
Aktuelle Veröffentlichungen (Kalluri, Molecular Cell, 2004) leuchten ins Innere des Netzwerkes der Endostatin-Wirkung. Es zeichnet sich ab, dass der Therapieerfolg entscheidend von der richtigen Dosierung und – wie bei vielen anderen Krebstherapien – von der Tumorentität abhängt.
Endostatin wurde im Labor von Judah Folkman am Boston Children’s Hospital entwickelt und patentiert. Das Boston Children’s Hospital vergab Mitte der 1990er Jahre eine Lizenz an EntreMed, Inc.
Das Unternehmen entwickelte Endostatin bis in die klinische Phase III. Nach einem Strategiewechsel gab EntreMed die Weiterentwicklung 2004 auf und die Lizenzrechte zurück an das Boston Children’s Hospital. Das Boston Children’s Hospital sucht derzeit einen neuen Lizenznehmer für Endostatin. Aktuell (Stand Dezember 2016) laufen mehrere Phase-III- und -IV-Studien mit Endostar, der rekombinant produzierten Variante von Endostatin.